# Nastro d'argento al millor productor
El Nastro d'argento (Cinta de plata) és un premi cinematogràfic concedit anyalment, des de 1946, pel Sindicat Nacional de Periodistes Cinematogràfics Italians (Sindacato Nazionale dei Giornalisti Cinematografici Italiani) l'associació italiana de crítics de cinema.
Aquesta és la llista dels guanyadors del Nastro d'argento al millor productor. Angelo Barbagallo, Mario Cecchi Gori i Nanni Moretti han estat els productors més guardonats, amb cinc premis cadascun.

## Guanyadors
Els guanyadors estan indicats en negreta, seguits dels altres candidats.

### Anys 1954-1959
- 1954: PEG Film i Cite Film - I vitelloni
- 1955: Carlo Ponti i Dino De Laurentiis - La strada
- 1956: Cines - Amici per la pelle
- 1957: ENIC i Ponti-De Laurentiis - Il ferroviere
  - Ponti-De Laurentiis - Guerra e pace
  - De Sica Produzione i Titanus - Il tetto
- 1958: Dino De Laurentiis – Le notti di Cabiria
- 1959: Franco Cristaldi - La sfida, I soliti ignoti i L'uomo di paglia
  - Goffredo Lombardo – La maja desnuda
  - Dino De Laurentiis - La tempesta

### Anys 1960-1969
- 1960: Goffredo Lombardo - pel conjunt de la seva producció
  - Moris Ergas - Il generale Della Rovere
  - Dino De Laurentiis - La grande guerra
- 1961: Dino De Laurentiis - pel conjunt de la seva producció
  - Angelo Rizzoli i Giuseppe Amato - La dolce vita
  - Goffredo Lombardo - Rocco e i suoi fratelli
- 1962: Alfredo Bini - pel conjunt de la seva producció
  - Goffredo Lombardo - pel conjunt de la seva producció
  - Franco Cristaldi - pel conjunt de la seva producció
- 1963: Goffredo Lombardo - pel conjunt de la seva producció
  - Alfredo Bini - pel conjunt de la seva producció
  - Franco Cristaldi - Salvatore Giuliano
- 1964: Angelo Rizzoli - 8½
  - Lionello Santi - Le mani sulla città
  - Franco Cristaldi - I compagni
- 1965: Franco Cristaldi - pel conjunt de les seves pel·lícules
  - Carlo Ponti - Matrimonio all'italiana
  - Alfredo Bini - Il Vangelo secondo Matteo
- 1966: Marco Vicario - Sette uomini d'oro
  - Enzo Doria - I pugni in tasca
- 1967: Antonio Musu - La Battaglia di Algeri
  - Dino De Laurentiis - La Bibbia
  - Mario Cecchi Gori - L'armata Brancaleone
- 1968: Alfredo Bini - Edipo re
  - Ager Film - I sovversivi
- 1969: Ermanno Donati i Luigi Carpentieri - Il giorno della civetta

### Anys 1970-1979
- 1970: Alberto Grimaldi - pel conjunt de la seva producció
- 1971: Silvio Clementelli - Gott mit uns (Dio è con noi)
- 1972: Mario Cecchi Gori - pel conjunt de la seva producció
- 1973: Alberto Grimaldi - pel conjunt de la seva producció
- 1974: Franco Cristaldi - pel conjunt de la seva producció
- 1975: Rusconi Film - Gruppo di famiglia in un interno
- 1976: Andrea Rizzoli - Amici miei
- 1977: Edmondo Amati - pel conjunt de la seva producció
- 1978: Rai - pel conjunt de la seva producció
- 1979: Rai - pel conjunt de la seva producció

### Anys 1980-1989
- 1980: Franco Cristaldi i Nicola Carraro de Vides Cinematografica - pel conjunt de la seva producció
- 1981: Fulvio Lucisano i Mauro Berardi - Ricomincio da tre
- 1982: Mario i Vittorio Cecchi Gori - pel conjunt de la seva producció
- 1983: Rai - pel conjunt de la seva producció
  - Renzo Rossellini
- 1984: Gianni Minervini - Mi manda Picone
- 1985: Fulvio Lucisano - pel conjunt de la seva producció
- 1986: Fulvio Lucisano - pel conjunt de la seva producció
  - Mario i Vittorio Cecchi Gori - pel conjunt de la seva producció
  - Achille Manzotti - La messa è finita
  - Alberto Grimaldi - Ginger e Fred
- 1987: Franco Committeri - La famiglia
  - Franco Cristaldi - Il nome della rosa
  - Rai - pel conjunt de la seva producció
- 1988: Angelo Barbagallo i Nanni Moretti
- 1989: Mario i Vittorio Cecchi Gori - pel conjunt de la seva producció

### Anny 1990-1999
- 1990: Claudio Bonivento - Mery per sempre
- 1991: Mario i Vittorio Cecchi Gori - pel conjunt de la seva producció
  - Domenico Procacci - La stazione
  - Angelo Rizzoli - pel conjunt de la seva producció
  - Giovanni Di Clemente - Il male oscuro
  - Claudio Bonivento - pel conjunt de la seva producció
- 1992: Nanni Moretti i Angelo Barbagallo - Il portaborse
- 1993: Angelo Rizzoli - pel conjunt de la seva producció
- 1994: Fulvio Lucisano, Leo Pescarolo i Guido De Laurentiis - Il grande cocomero
  - Nanni Moretti i Angelo Barbagallo - Caro diario
  - Aurelio De Laurentiis e Luigi De Laurentiis - Per amore, solo per amore
  - Giovanni Bertolucci - Dove siete? Io sono qui
  - Elda Ferri - Jona che visse nella balena
- 1995: Mario i Vittorio Cecchi Gori - pel conjunt de la seva producció
  - Marco Valsania i Marco Poccioni - Senza pelle
  - Maurizio Tedesco - Il giudice ragazzino
  - Tommaso Dazzi - Barnabo delle montagne
  - Fulvio Lucisano e Leo Pescarolo - Con gli occhi chiusi
- 1996: Nanni Moretti i Angelo Barbagallo - La seconda volta
  - Gianluca Arcopinto - Nella mischia
  - Giovanni Molino ed Antonio Caratozzolo - Il verificatore
  - Andrea Occhipinti, Angelo Curti i Kermit Smith - L'amore molesto
  - Domenico Procacci - Come due coccodrilli
- 1997: Antonio Avati, Pupi Avati i Aurelio De Laurentiis - Festival
  - Laurentina Guidotti i Francesco Ranieri Martinotti - Cresceranno i carciofi a Mimongo
  - Maurizio Tini - La mia generazione
  - Francesco Torelli - I magi randagi
- 1998: Marco Risi i Maurizio Tedesco - Hamam
  - Loes Kamsteeg i Donatella Palermo - Tano da morire
  - Domenico Procacci - Le mani forti
  - Gianluca Arcopinto - Il caricatore
  - Vittorio Cecchi Gori, Maurizio Totti i Rita Rusić - Nirvana
- 1999: Medusa Film - La leggenda del pianista sull'oceano i I giardini dell'Eden
  - Fandango - Radiofreccia
  - Sorpasso Film - L'odore della notte
  - Lucky Red i Teatri Uniti - Teatro di guerra
  - Cecchi Gori Group Tiger Cinematografica - Così ridevano

### Anys 2000-2009
- 2000: Giuseppe Tornatore - Il manoscritto del Principe
  - Valerio Bariletti, Umberto Massa e Alessandro Piva - LaCapaGira
  - Domenico Procacci - Come te nessuno mai
  - Amedeo Pagani - Garage Olimpo
  - Tilde Corsi i Gianni Romoli - Harem Suare
- 2001: Tilde Corsi i Gianni Romoli - Le fate ignoranti i Kippur
  - Angelo Barbagallo i Nanni Moretti - La stanza del figlio
  - Fabrizio Mosca - I cento passi
  - Domenico Procacci - Il partigiano Johnny i L'ultimo bacio
  - Pasquale Scimeca - Placido Rizzotto
- 2002: Domenico Procacci (Fandango) - per la totalitat de la producció de l'any
  - Albachiara - Brucio nel vento i Luce dei miei occhi
  - Gianluca Arcopinto, Andrea Occhipinti i Amedeo Pagani - Incantesimo napoletano
  - Marco Chimenz, Giovanni Stabilini i Riccardo Tozzi (Cattleya) - per la totalitat de la producció de l'any
  - Andrea De Liberato - Luna rossa
- 2003: Fandango - L'imbalsamatore, Ricordati di me i Velocità massima
  - Cattleya - El Alamein - La linea del fuoco, Il gioco di Ripley (Ripley's Game), Io non ho paura i Un viaggio chiamato amore
  - Kubla Khan - Pater familias
  - Melampo Cinematografica - Pinocchio
  - R&C Produzioni - La finestra di fronte
- 2004: Angelo Barbagallo - La meglio gioventù
  - Gianluca Arcopinto ed Andrea Occhipinti - Ballo a tre passi
  - Roberto Cicutto i Luigi Musini - Cantando dietro i paraventi
  - Domenico Procacci - Segreti di Stato, Ora o mai più, Liberi i B.B. e il cormorano
  - Marco Risi e Maurizio Tedesco - Bell'amico
- 2005: Aurelio De Laurentiis (Filmauro) - Che ne sarà di noi e Tutto in quella notte
  - Donatella Botti (Bianca Film) - Mi piace lavorare (Mobbing) i L'amore ritorna
  - Marco Chimenz, Giovanni Stabilini e Riccardo Tozzi (Cattleya) - Non ti muovere i Tre metri sopra il cielo
  - Enzo Porcelli (Achab Film) - Le chiavi di casa
  - Domenico Procacci (Fandango) - Primo amore, Le conseguenze dell'amore i Lavorare con lentezza
- 2006: Marco Chimenz, Giovanni Stabilini i Riccardo Tozzi (Cattleya) - La bestia nel cuore (con Rai Cinema i Sky), Romanzo criminale (amb Warner Bros.) i Quando sei nato non puoi più nasconderti (amb Rai Cinema)
  - Antonio Avati (Duea Film) amb Rai Cinema - Ma quando arrivano le ragazze? i La seconda notte di nozze
  - Aurelio De Laurentiis (Filmauro) - Manuale d'amore
  - Daniele Mazzocca, Cristiano Bortone e Gianluca Arcopinto (Orisa produzioni) - Saimir
  - Marco Poccioni e Marco Valsania (Rodeo Drive) amb Rai Cinema - La febbre
- 2007: Angelo Barbagallo i Nanni Moretti (Sacher Film) - Il caimano
  - Donatella Botti (Bianca Film) amb Rai Cinema - L'aria salata
  - Marco Chimenz, Giovanni Stabilini i Riccardo Tozzi (Cattleya) - Ho voglia di te, La stella che non c'è i Lezioni di volo
  - Francesca Cima e Nicola Giuliano (Indigo Film) - Apnea e con Fandango i Medusa Film - La guerra di Mario
  - Aurelio De Laurentiis (Filmauro) - Il mio miglior nemico, Natale a New York i Manuale d'amore 2 - Capitoli successivi
  - Fulvio i Federica Lucisano (IIF) i Giannandrea Pecorelli (Aurora Film) amb Rai Cinema - Notte prima degli esami i Notte prima degli esami - Oggi
- 2008: Domenico Procacci (Fandango) pel conjunt de la seva producció de l'any
  - Marco Chimenz, Marco Stabilini i Riccardo Tozzi (Cattleya) pel conjunt de la seva producció de l'any
  - Lionello Cerri (Lumière & co) - Giorni e nuvole i Biùtiful cauntri
  - Elda Ferri (Jean Vigo) - I Vicerè i I demoni di San Pietroburgo
  - Francesca Cima i Nicola Giuliano (Indigo Film) - La ragazza del lago
- 2009: Francesca Cima i Nicola Giuliano (Indigo Film), Andrea Occhipinti (Lucky Red), Maurizio Coppolecchia (Parco Film), Fabio Conversi (Babe Films) - Il divo
  - Pupi Avati e Antonio Avati - Il papà di Giovanna i Gli amici del bar Margherita
  - Angelo Barbagallo i Gianluca Curti - Fortapàsc
  - Marco Chimenz, Giovanni Stabilini, Riccardo Tozzi - Diverso da chi?, Due partite, Questione di cuore, Solo un padre
  - Angelo Rizzoli - Si può fare

### Anys 2010-2019
- 2010: Simone Bachini i Giorgio Diritti (Arancia Film amb Rai Cinema) - L'uomo che verrà
  - Csc, Rai Cinema - Dieci inverni
  - Andrea Occhipinti - La prima linea
  - Domenico Procacci (Fandango) per la producció de l'any
  - Riccardo Tozzi, Marco Chimenz, Giovanni Stabilini (Cattleya) amb Rai Cinema - La nostra vita
- 2011: Nanni Moretti i Domenico Procacci – Habemus Papam
  - Tilde Corsi, Gianni Romoli i Claudio Bonivento en col·laboració amb RAI Cinema – 20 sigarette
  - Medusa Film i Cattleya – Benvenuti al Sud
  - Fabrizio Mosca – Una vita tranquilla i Into Paradiso
  - Pietro Valsecchi – Che bella giornata
- 2012: Domenico Procacci - Diaz - Don't Clean Up This Blood
  - Riccardo Tozzi, Giovanni Stabilini i Marco Chimenz amb Rai Cinema - Romanzo di una strage
  - Elda Ferri i Milena Canonero - Someday This Pain Will Be Useful to You
  - Nicola Giuliano, Andrea Occhipinti i Francesca Cima con Medusa Film - This Must Be the Place
  - Dario Formisano, Gaetano Di Vaio i Gianluca Curti - Là-bas - Educazione criminale
- 2013: Isabella Cocuzza i Arturo Paglia - La migliore offerta
  - Simone Bachini, Giorgio Diritti, Lionello Cerri en col·laboració amb Valerio De Paolis - Un giorno devi andare
  - Angelo Barbagallo - Viva la libertà
  - Donatella Botti - Il rosso e il blu i Viaggio sola
  - Nicola Giuliano i Francesca Cima - La grande bellezza
  - Riccardo Scamarcio i Viola Prestieri - Miele
- 2014: Domenico Procacci i Matteo Rovere - Smetto quando voglio
  - Fabrizio Donvito, Benedetto Habib i Marco Cohen - Il capitale umano
  - Mario Gianani e Lorenzo Mieli - Incompresa i La mafia uccide solo d'estate
  - Carlo Cresto-Dina - Le meraviglie
  - Massimo Cristaldi i Fabrizio Mosca - Salvo
- 2015: Luigi i Olivia Musini - Anime nere, Torneranno i prati i Last Summer
  - Domenico Procacci i Nanni Moretti - Mia madre
  - Fulvio i Federica Lucisano - Noi e la Giulia i Scusate se esisto!
  - Lorenzo Mieli i Mario Gianani - Hungry Hearts i Se Dio vuole
  - Nicola Giuliano, Francesca Cima i Carlotta Calori - Il ragazzo invisibile i Youth - La giovinezza
- 2016: Pietro Valsecchi - Quo vado?, Chiamatemi Francesco - Il Papa della gente i Non essere cattivo
  - Marco Belardi - La pazza gioia i Perfetti sconosciuti
  - Fabrizio Donvito, Benedetto Habib i Marco Cohen - Alaska i Un posto sicuro
  - Nicola Giuliano, Francesca Cima i Carlotta Calori - Io e lei i Un bacio
  - Gabriele Mainetti - Lo chiamavano Jeeg Robot
- 2017: Attilio De Razza i Pierpaolo Verga - Indivisibili, Attilio De Razza - L'ora legale
  - Beppe Caschetto - Fai bei sogni i Tutto quello che vuoi
  - Gaetano Di Vaio i Gianluca Curti - Falchi
  - Beppe Caschetto i Rita Rognoni - Fiore
  - Nicola Giuliano, Francesca Cima, Carlotta Calori i Viola Prestieri - Fortunata
  - Claudio Bonivento - Il permesso - 48 ore fuori
  - Nicola Giuliano, Francesca Cima, Carlotta Calori i Massimo Cristaldi - Sicilian Ghost Story
- 2018: Archimede, Rai Cinema: Matteo Garrone i Paolo Del Brocco - Dogman
  - Indigo Film: Nicola Giuliano, Francesca Cima, Carlotta Calori i Viola Prestieri - Loro i Il ragazzo invisibile - Seconda generazione
  - Lotus Production, Leone Film Group, Rai Cinema: Marco Belardi - A casa tutti bene i Hotel Gagarin
  - Lotus Production, Medusa Film: Giampaolo Letta - The Place
  - Madeleine, Rai Cinema: Carlo Macchitella i Manetti Bros. - Ammore e malavita
  - Pepito Produzioni, Rai Cinema: Agostino Saccà, Maria Grazia Saccà i Giuseppe Saccà - La terra dell'abbastanza
  - Pepito Produzioni, Achab Film, Gran Torino Productions: Agostino Saccà, Maria Grazia Saccà i Giuseppe Saccà - Dove non ho mai abitato
  - Vivo Film, Rai Cinema: Marta Donzelli i Gregorio Paonessa - Nico, 1988
  - Vivo Film, Colorado Film, Rai Cinema: Marta Donzelli i Gregorio Paonessa - Figlia mia
- 2019: Groenlandia en col·laboració amb Rai Cinema i 3 Marys Entertainment - Il primo re, Il campione
  - Bibi Film en col·laboració amb Rai Cinema - Ricordi?, Una storia senza nome, Lo spietato
  - IBC Movie, Kavac Film en col·laboració amb Rai Cinema - Il traditore
  - Indigo Film en col·laboració amb Rai Cinema - Capri-Revolution, Euforia
  - Palomar en col·laboració amb Sky Cinema, Vision Distribution i TIMvision - La paranza dei bambini

### Anys 2020-2029
- 2020: Agostino Saccà, Giuseppe Saccà, Maria Grazia Saccà, Rai Cinema i Vision Distribution - Favolacce i Hammamet
  - Marco Belardi, Lotus Production i Paolo Del Brocco, Rai Cinema, 3 Marys Ent. - Gli anni più belli
  - Attilio De Razza de Tramp Limited, Giampaolo Letta de Medusa Film - Il primo Natale
  - Luca Barbareschi (Eliseo Cinema), Paolo Del Brocco (Rai Cinema) - L'ufficiale e la spia
  - Matteo Garrone (Archimede Film), Paolo Del Brocco (Rai Cinema) - Pinocchio